# Naturfaser-Spritzguss

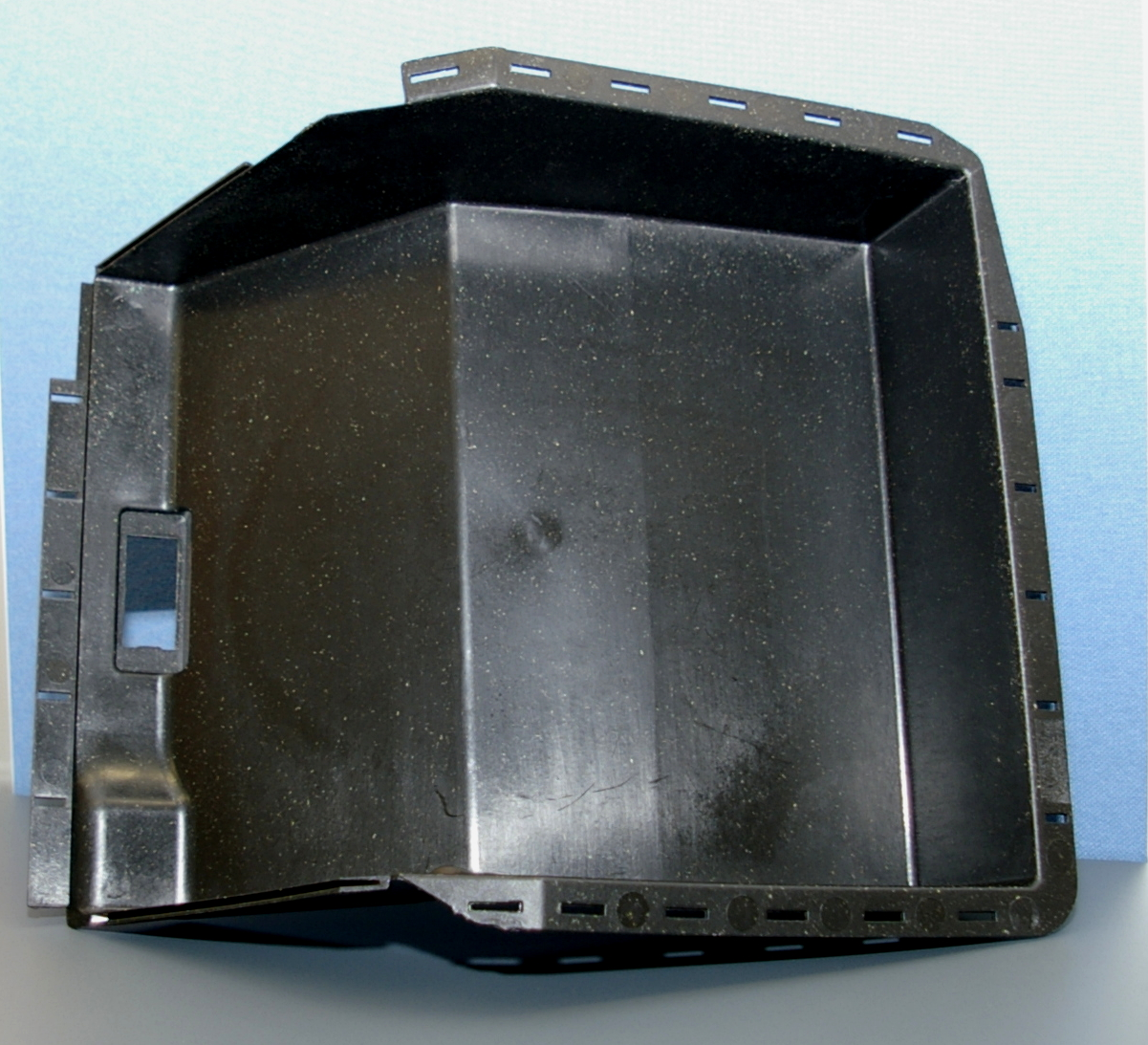
Handschuhfach aus hanffaserverstärktem Kunststoff in einer Matrix aus Polypropylen (PP), hergestellt im NF-Spritzgussverfahren (Möller Tech).

Der Naturfaser-Spritzguss als eine Art des Thermoplast-Spritzgießens ist ein Verarbeitungsverfahren für naturfaserverstärkte Kunststoffe. Er hat in den letzten Jahren auf Grund von technischen Entwicklungen und intensiven Forschungsarbeiten an wirtschaftlicher Bedeutung gewonnen. Durch seine hohe geometrische Gestaltungsfreiheit im Vergleich zum Fließ- und Formpressen und das daraus resultierende breite Anwendungsspektrum gilt der Spritzguss neben der Extrusion als eines der vielversprechendsten Verarbeitungsverfahren für naturfaserverstärkte Kunststoffe.

## Granulate und Verarbeitungsbedingungen
Die verwendeten Kunststoffe müssen bei für Naturfasern unkritischen Temperaturen verarbeitbar sein. Dies entspricht einem Temperaturbereich von etwa 175–190 °C, abhängig von der verarbeiteten Faserart, wobei auch Temperaturen bis etwas über 200 °C kurzzeitig tolerierbar sind. Höhere Verarbeitungstemperaturen führen zur Faserdegradation und zur Entstehung von unangenehmen Gerüchen. Durch die geringeren Temperaturen sinkt jedoch auch der Energiebedarf und die Zykluszeiten können verkürzt werden, zudem eignen sich die Granulate durch die geringen Temperaturen auch zum Hinterspritzen von dekorativen Bauteilen.
Für industriell hergestellte Spritzgussgranulate werden häufig Polypropylen oder Polyethylen eingesetzt, es kommen aber auch Biopolymere wie zum Beispiel PLA oder auch Lignin zur Anwendung.
Das Spektrum der eingesetzten Naturfasern ist breit. Es werden sowohl in Europa heimische Fasern wie Flachs und Hanf als auch subtropische und tropische Fasern wie Sisal, Kenaf oder Bambus verwendet. Eine eigenständige Gruppe innerhalb dieser Werkstoffe sind holzfaserverstärkte thermoplastische Kunststoffe, die sogenannten Wood Plastic Composites (WPC). 
Der Faseranteil beträgt in der Regel 20–40 %. Höhere Faseranteile führen in Kombination mit den relativ geringen Temperaturen zu einer Reduktion des Schmelzflusses, was zu einer unvollständigen Füllung des Werkzeugs oder zu einer ungleichmäßigen Faserverteilung führen kann.
Eine weitere Besonderheit im Vergleich zu konventionellen Spritzgussgranulaten, die bei der Verarbeitung von Naturfaser-Spritzgussgranulaten beachtet werden muss, ist der hydrophile Charakter der Fasern. Infolgedessen müssen die Granulate vor der Verarbeitung sorgfältig getrocknet werden. 
Die Granulate sind auf gängigen Spritzgussmaschinen problemlos verarbeitbar, jedoch muss bei der Dimensionierung der Werkzeuge bedacht werden, dass Naturfaser-Spritzgussgranulate eine geringere Schwindung aufweisen als klassische Granulate. 
Im Vergleich zu gefüllten oder glasfaserverstärkten Polymeren (GFK) sorgen die Naturfasergranulate für eine deutlich geringere Abrasion in der Schnecke und im Werkzeug.

## Eigenschaften und Anwendungen
Die mechanischen Eigenschaften hängen stark von der verwendeten Faser und deren Qualität ab. WPC-Granulate, bei denen der Holzanteil eher den Zweck eines Füll- denn eines Verstärkungsmaterials einnimmt, weisen deutlich geringere Steifigkeiten und Festigkeiten auf als die anderen Fasergranulate. Diese erreichen teilweise das Niveau von glasfaserverstärkten Kunststoffen und weisen deutlich bessere Eigenschaften auf als unverstärkte oder gefüllte Kunststoffe. Durch den Einfluss der Naturfasern steigt auch die Temperaturbeständigkeit der Werkstoffe. Allerdings weisen Werkstoffe aus Naturfaser-Spritzguss im Vergleich mit konventionellen Werkstoffen eine deutlich geringere Schlagzähigkeit auf.
Ein Problem der Naturfaser-Spritzguss-Granulate ist der mit 1,30–3,30 Euro pro kg (Stand: 2009) vergleichsweise hohe Preis. Jedoch wird davon ausgegangen, dass dieser durch steigende Produktionsmengen im Laufe der Jahre etwas sinken wird. 
Als Anwendung kommen vor allem Bauteile mit komplexen Geometrien in Frage, die in großen Stückzahlen produziert werden, wie zum Beispiele Gehäuse- oder Verschalungsteile für Elektrogeräte oder aber Kleinteile wie CD- und DVD-Trays, Einwegbesteck und Kugelschreiber. Es gibt auch bereits erste Anwendungen im Möbel- und Haushaltssektor.
Auch in der Automobilindustrie wurden erste Bauteile aus Naturfaser-Spritzguss zur Anwendung gebracht.